# زهرة الحبلى خماسية الأزهار
زهرة الحبلى خماسية الأزهار (الاسم العلمي:Enkianthus quinqueflorus) هي نوع من النباتات تتبع جنس زهرة الحبلى من الفصيلة الخلنجية.